# 村雨美紀
村雨 美紀（むらさめ みき、1991年12月3日 - ）は、札幌テレビ放送のアナウンサー。

## 来歴・人物
神奈川県茅ヶ崎市出身。父親が転勤族で釧路・山形・千葉・東京にも住んでいた。2015年4月、札幌テレビ放送にアナウンサーとして入社。同期入社は林美玖（2018年3月退職）、大慈弥レイ、小笠原舞子（ともに2019年3月退職）。
- 名前は両親から一文字ずつ採ったもの[2]。
- テレビ出演時以外は眼鏡を着用していて誰にも気づかれないので、周囲からは「オーラがマイナス」と言われている[3]。
- 性格は「熱しにくく冷めやすい」。学生時代は様々なアルバイトに手を出したが、一番長く続いたのは「オクトーバーフェスト」。理由は「仕事ができるなら飲みながらしても良かった」から[2]。
- 息を吸うと腹の音が鳴りやすい[3]。

## 出演番組
現在
- どさんこワイド179（サブキャスター）
- STVストレイトニュース11
  - 木曜担当（2024年4月4日 - 9月26日）
  - 水・木曜担当（2024年10月2日 - ）
- 1×8いこうよ!（ナレーション・進行役、不定期出演）
- インドアアナウンサー村雨美紀のおうち時間（STVラジオ・Podcast、不定期更新）
- 村雨美紀のサタデーミュージックビレッジ（STVラジオ、毎月最終土曜／2024年10月26日 - ）

過去
- すすめ!みらい戦隊!!（2015年10月4日 - 2018年3月31日）
- どさんこ食堂（2018年4月1日 - 2019年3月31日、不定期出演）
- GO!GO!サンデー（2018年10月28日・11月4日：急式裕美の代理）
- イイ唄イロイロ歌謡曲（2019年7月 - 2020年3月29日：北本隆雄と交互に出演）
- まるごと!エンタメ〜ション
  - ようじのぢかん 5月第3週（2022年5月16日 - 20日）
  - ようじのぢかん 7月第1週（2023年7月3日 - 7日）
- ごきげんようじ（2019年12月21日、2020年10月10日、2022年9月10日、2023年6月24日、2023年9月16日、2024年2月24日、2024年3月23日：熊谷明美の代理）
- アタックヤング60（2022年11月パーソナリティ）
- 村雨美紀のサンデーミュージックビレッジ（2024年2月11日、2024年7月28日）
- ポッドキャストSP「あんまり役に立たない日本史」地上波進出編（2024年5月25日）